# Мёртвый отель
«Мёртвый отель» (англ. Ghosts of Goldfield) — американский фильм ужасов о сверхъестественном режиссёра Эда Уинфилда, вышедший летом 2007 года на DVD. В главных ролях снимались Келлан Латс, Марнетт Пэттерсон и Скотт Уайт, а также бывший канадский рестлер Родди Пайпер.

## Сюжет
В пустынях Невады стоит отель Голдфилд. В 1930-х годах его владелец Джордж Уинфилд вступил в отношения с горничной по имени Элизабет Уокер, которые в итоге привели к беременности девушки. Уинфилд настаивал на аборте, но девушка отказалась. Когда вдобавок ко всему выяснилось, что Элизабет изменила хозяину отеля с барменом Джексоном Смитом и ребёнок на самом деле от него, то Уинфилд жестоко пытал и убил её в номере 109. С тех пор Голдфилд стал проклятым местом, по коридорам которого бродят неупокоенные души умерших, а по ночам слышен детский плач.
Спустя долгое время, отель решает посетить группа из пяти молодых людей — Джули, неформальный лидер группы, её приятель-оператор Чед, подруга-клептоманка Кэри, шутник и разгильдяй Майк и нервный очкарик Дин. Соврав смотрителю отеля, что они снимают программу для канала Discovery, Джули с друзьями собирается заснять на камеру настоящих призраков. Вскоре она обнаруживает, что ожерелье, когда-то подаренное ей бабушкой, раньше принадлежало Элизабет Уокер. Мстительный дух пробуждается и начинает охоту за молодыми людьми.

## В ролях
| Актёр             | Роль         |
| ----------------- | ------------ |
| Келлан Латс       | Чед          |
| Марнетт Пэттерсон | Джули        |
| Скотт Уайт        | Дин          |
| Мэнди Амано       | Кэри         |
| Ричи Ченс         | Майк         |
| Родди Пайпер      | Джексон Смит |

## История создания
Изначально планировалось, что фильм станет частью серии «Городские легенды», однако в итоге стал самостоятельным произведением.

## Критика
Джастин Феликс (DVD Talk) назвал «Мёртвый отель» «плохим и дешёвым фильмом, которому по большому счёту нечем напугать зрителя».